# Синяя гвардия
«Синяя гвардия», также «голубая гвардия» (серб. Плава гарда, словен. Plava garda), также словенские четники (серб. Словеначки четници, словен. Slovenski četniki) — бывшее воинское формирование Югославской армии на Родине, действовавшее на территории Словении. Фактически было нелегальной частью словенской Добровольческой антикоммунистической милиции, называемой в обиходе «белой гвардией» — воинских формирований, созданных итальянскими оккупантами в Люблянской провинции для борьбы со словенскими партизанами.

## Краткая история
Словенские силы четников были образованы в 1941 году после оккупации Югославии немцами и их союзниками. Вели борьбу против партизан так же, как и словенские «белогвардейцы», домобранцы и другие антикоммунистические и профашистские силы. По началу подчинялись генералу Драже Михайловичу. Цель движения — восстановление монархической власти в Югославии при поддержке западных стран.
Первым руководителем словенских четников был полковник Якоб Авшич, однако в середине 1941 года он перешёл на сторону партизан Иосипа Броза Тито. На место командующего был назначен воевода Карл Новак, который был повышен в звании до подполковника. В 1943 году Новак был назначен представителем генерала Михайловича на переговорах с западными союзниками и отправился в Италию, а командующим стал капитан первого ранга Антон Клинар. Позднее четниками руководили бригадный генерал Владимир Ваухник и дивизионный генерал Иван Презель, который был ещё и командующим Словенской народной армией.
От 300 до 600 солдат армии четников были разведчиками и диверсантами, изначально активно сотрудничая с британской разведкой. Летом 1944 года в Штирии некоторые части сумели переманить на свою сторону завербованных в Вермахт югославских солдат. Сама армия четников была разделена на четыре части:
- силы в Приморье под руководством капитана Ратомира Чотича
- силы в Горишке под руководством лейтенанта Йоже Хлебца и капитана Милко Пириха
- силы в Центральной Словении под руководством капитана Милана Краньца и майора Борута Копривице
- силы в Штирии под руководством лейтенанта Йоже Мелагеря

Движение было разгромлено в 1945 году после капитуляции Германии и её союзников, однако остатки войск четников-коллаборационистов продолжили сопротивление в рядах несдавшихся коллаборационистов: хорватских «крижарей» и словенских «матьяжевцев». Последний представитель словенских четников, Урош Шуштерич, которому в 2008 году был пожалован титул Триглавского воеводы, умер в феврале 2018 года.